# Hypixel
Hypixel es un servidor de Minecraft de minijuegos creado en abril de 2013 por Simon Collins-Laflamme y Philippe Touchette y está administrado por la empresa Hypixel Inc. Solo funciona en la "Java Edition" de Minecraft. Hypixel ha ganado cuatro récords mundiales Guinness. El mantenimiento del servidor cuesta alrededor de 100 000 dólares por mes a fecha de septiembre de 2015. A finales de 2018, el servidor había logrado un total de 14 millones de jugadores únicos.

## Historia
El servidor Hypixel fue lanzado en versión beta el 13 de abril de 2013 por Simon Collins-Laflamme y Philippe Touchette. Ambos crearon previamente mapas de aventuras en Minecraft, y los subieron a su canal de YouTube, y el servidor Hypixel fue creado para dar mayor visibilidad a estos mapas. Los minijuegos fueron creados originalmente para que los jugadores se entretuvieran mientras esperaban a otros jugadores, pero pronto obtuvieron popularidad y se convirtieron en el foco principal del servidor, y los esfuerzos de Hypixel se centraron en el nuevo contenido del servidor en lugar de crear otros mapas y juegos de Minecraft.
El 21 de diciembre de 2016, Hypixel logró 10 millones de jugadores únicos en total, posteriormente llegó a los 14,1 millones de jugadores únicos el 13 de diciembre de 2018. El servidor llegó a los 18 millones de jugadores únicos el 7 de abril de 2020. Dos días después, el servidor llegó a más de 100 000 jugadores simultáneos.
El día 16 de abril de 2021 logró el máximo número de jugadores conectados simultáneamente, llegando a casi los 320.000 jugadores. Esto se debió a un evento en uno de sus modos de juego, causando que 250.000 personas quisieran participar en dicho evento.
En 2017, Hypixel se asoció con NetEase, el editor de Minecraft China, para lanzar una versión de Hypixel en China. El 13 de abril de 2020, se anunció que la versión china del servidor se cerraría el 30 de junio de 2020. En abril de 2018, Hypixel comenzó a usar Cloudflare Spectrum como método de protección frente a ataques DDoS, después de ser víctima de ataques ocasionadas por el malware Mirai.

### Hytale
El 12 de diciembre de 2018 los creadores de Hypixel anunciaron un nuevo juego independiente llamado Hytale, desarrollado por la nueva compañía Hypixel Studios con la ayuda de Riot Games y otros desarrolladores como Dennis Fong, Rob Pardo y Peter Levine. El desarrollo de Hytale llevaba en proceso desde 2015, y su tráiler consiguió la cuantiosa cifra de 30 millones de visualizaciones en menos de un mes.
Tras varios años en desarrollo, el 23 de junio de 2025 se anunció la cancelación del juego y el cierre de Hypixel Studios. El equipo argumentó en un comunicado que esto fue debido a que no lograron un resultado que cumpliera con sus expectativas.

## Premios
| Año  | Premio           | Categoría                                                                         | Candidato           | Resultado | Referencias  |
| ---- | ---------------- | --------------------------------------------------------------------------------- | ------------------- | --------- | ------------ |
| 2017 | Récords Guinness | Servidor independiente más famoso de un videojuego                                | Servidor de Hypixel | Ganador   | [ 7 ] [ 14 ] |
| 2017 | Récords Guinness | Mayor número de jugadores únicos en entrar a un servidor de Minecraft: 11.982.298 | Servidor de Hypixel | Ganador   | [ 1 ]        |
| 2017 | Récords Guinness | Servidor de Minecraft más famoso                                                  | Servidor de Hypixel | Ganador   | [ 1 ]        |
| 2017 | Récords Guinness | Mayor número de minijuegos en un servidor de Minecraft                            | Servidor de Hypixel | Ganador   | [ 19 ]       |